# Kringelgruvan
Kringelgruvan är en grafitgruva i dagbrott vid Övre Älmesbo i Ovanåkers kommun i Hälsingland, omkring 20 kilometer nordväst om Edsbyn. Mineraliseringen runt Kringelgruvan är klassad som ett riksintresse för mineralutvinning. Det ligger nära kärrområdet Östermyrorna. Mineralen, som har ett grafitinnehåll på drygt 10 procent, bearbetas i ett anrikningsverk och levereras från gruvan som grafitkoncentrat, upp till 94 procent. Restprodukten från anrikningsverket, anrikningssanden, pumpas som slurry till ett närliggande sandmagasin. En efterföljande klarningsdamm har avrinning mot Älman.
Grafitutvinningen har skett i perioder sedan 1996. Ägare är Woxna Graphite AB (organisationsnummer 556478-0632), som sedan början av 2010-talet ägts av kanadensiska företag, från 2016 av kanadensiska Leading Edge Materials Corporation.

## Historik
Prospektering i området vid Kringelgruvan påbörjades under 1980-talet. Den tidigaste bearbetskoncessionen beviljades av Bergsstaten till Anro Grafit AB 1992 för 100 000 ton grafitmalm per år. Utvinning av kristallin grafit i en första omgång skedde mellan 1996 och 2001, sammanlagt 254 000 ton malm. Gruvan var den enda grafitgruvan i Sverige. Verksamheten såldes 2002 till Tricorona Mineral AB, tidigare benämnt Wermlands Guldbrytning AB och från 2004 Tricorona AB.
Tricorona Minerals helägda dotterbolag Woxna Graphite AB skötte därefter driftsunderhåll av gruvan, men bedrev ingen mineralutvinning. Bolaget hade också 1999 fått bearbetningskoncession för fyndigheten Månsberg utanför Edsbyn, vilken var tänkt som en reserv för Kringelgruvan.
Företaget köptes 2011 av det kanadensiska Flinders Resources i Vancouver i Kanada. Från juli 2014 utnyttjades lagrad malm från tidigare brytning och under 2015 fram till juli 2015 brytning i ett mindre, nytt dagbrott. Verksamheten skedde med varierad intensitet på grund av tidvis låga råvarupriser. Anläggningen lades därefter i malpåse.
Det nu 2019 aktuella nyupptagandet av brytning planeras av Woxna Graphite AB. Ansökan om bearbetningskoncession avser utökad produktion med Edge Materials Corporation som ägare.

## Återupptagande av drift
Styrelsen för Leading Edge Materials har 2019 informerat om att företaget överväger återöppnande av Kringelgruvan som en viktig del i företagets pågående strategiska övervägande. Ett möjligt återupptagande av brytning är baserad på en ansökan om bearbetningskoncession av Leading Edge Minerals dotterbolag Woxna Graphite AB från 2016, vilken avser utökad produktion.
Gruvan ligger fortfarande (mars 2025) i malpåse.